# Wiera Moskaluk
Wiera Siergiejewna Moskaluk (ros. Вера Сергеевна Москалюк, ur. 10 listopada 1981) – rosyjska judoczka. Trzykrotna olimpijka. Odpadła w eliminacjach w Atenach 2004, trzynasta w Pekinie 2008 i dziewiąta w Londynie 2012. Walczyła w wadze półciężkiej.
Siódma na mistrzostwach świata w 2010; uczestniczka zawodów w 2007, 2010 i 2011. Startowała w Pucharze Świata w latach 2000, 2001, 2003, 2004, 2006-2012, 2015 i 2016. Zdobyła pięć na mistrzostwach Europy w latach 2002 - 2016, w tym dwa w drużynie. Mistrzyni Rosji w 2002, 2004, 2004, 2006, 2010, 2011, 2012, 2014 i 2015; druga w 2001, 2016 i 2017; trzecia w 1999, 2000, 2013 i 2018 roku.

## Letnie Igrzyska Olimpijskie 2004
| Konkurencja | Eliminacje      | Repasaże               | Repasaże                | Klas. końcowa |
| Konkurencja | Przeciwnik I    | Przeciwnik I           | Przeciwnik II           | Miejsce       |
| ----------- | --------------- | ---------------------- | ----------------------- | ------------- |
| 78 kg       | Liu Xia (CHN) P | Claudia Zwiers (NED) Z | Yurisel Laborde (CUB) P | II runda.     |

## Letnie Igrzyska Olimpijskie 2008
| Konkurencja | Eliminacje                | Repasaże                  | Klas. końcowa |
| Konkurencja | Przeciwnik I              | Przeciwnik I              | Miejsce       |
| ----------- | ------------------------- | ------------------------- | ------------- |
| 78 kg       | Esther San Miguel (ESP) P | Edinanci da Silva (BRA) P | 13.           |

## Letnie Igrzyska Olimpijskie 2012
| Konkurencja | Eliminacje             | Klas. końcowa |
| Konkurencja | Przeciwnik I           | Miejsce       |
| ----------- | ---------------------- | ------------- |
| 78 kg       | Kayla Harrison (USA) P | 9.            |